# 2011 في جمهورية أيرلندا
فيما يلي قوائم الأحداث التي وقعت خلال عام 2011 في جمهورية أيرلندا.

## سياسة

### تعيين في المنصب
- 19 يناير – بريان كوين وزير الخارجية والتجارة [الإنجليزية]‏.
- 9 مارس – إندا كيني نائب دييل، تاوسيتش.
- 9 مارس – جوان بيرتون Minister for Social Protection [الإنجليزية]‏، نائب دييل.
- 9 مارس – جيري آدمز نائب دييل.
- 9 مارس – فرانسيس فيتزجيرالد نائب دييل، Minister for Children, Equality, Disability, Integration and Youth [الإنجليزية]‏.
- 9 مارس – كياران كانون نائب دييل.
- 9 مارس – ليو فرادكار نائب دييل، وزير النقل والسياحة والرياضة [الإنجليزية]‏.
- 11 نوفمبر – مايكل دانييل هيجينز قائمة رؤساء أيرلندا.

### انتهاء فترة المنصب
- 19 يناير – ماري هارني وزير الصحة [الإنجليزية]‏،نائب دييل.
- 22 يناير – بريان كوين زعيم  فيانا فايل [الإنجليزية]‏،نائب دييل،وزير الخارجية والتجارة [الإنجليزية]‏، تاوسيتش.
- 1 فبراير – إندا كيني نائب دييل،زعيم المعارضة [الإنجليزية]‏.
- 1 فبراير – بيرتي أهرن نائب دييل.
- 1 فبراير – جوان بيرتون نائب دييل.
- 1 فبراير – شون هوهي نائب دييل.
- 1 فبراير – ليو فرادكار نائب دييل.
- 1 فبراير – ماري أورورك نائب دييل.
- 1 فبراير – مايكل دانييل هيجينز نائب دييل.
- 1 فبراير – نويل أهيرن نائب دييل.
- 25 فبراير – فرانسيس فيتزجيرالد عضو مجلس الشيوخ من أيرلندا.
- 25 فبراير – كياران كانون عضو مجلس الشيوخ من أيرلندا.
- 10 نوفمبر – ماري ماك أليس قائمة رؤساء أيرلندا.

## أفلام
من الأفلام التي صدرت هذه السنة في جمهورية أيرلندا:
- 9 أكتوبر – وقت القاهرة من إخراج ربا ندا.

## برامج ومسلسلات وأنمي
- عالم غامبول المدهش

## وفيات

### مايو
- 19 مايو – جاريت فيتزجيرالد (مواليد 1926)